# Meggett
Meggett est une ville américaine située dans le comté de Charleston et dans l’État de Caroline du Sud.

## Démographie
| 1950 | 1960 | 1970 | 1980 | 1990 | 2000  |
| ---- | ---- | ---- | ---- | ---- | ----- |
| 224  | 188  | 180  | 249  | 787  | 1 230 |

| 2010  | - | - | - | - | - |
| ----- | - | - | - | - | - |
| 1 226 | - | - | - | - | - |

## Traduction
- (en) Cet article est partiellement ou en totalité issu de l’article de Wikipédia en anglais intitulé « Meggett, South Carolina » (voir la liste des auteurs).